# Lac au Goéland (rivière Waswanipi)
Pour les articles homonymes, voir Goéland (homonymie) et Lac Goéland.
Le lac au Goéland est un plan d'eau douce traversé par la rivière Waswanipi et situé dans le territoire de Eeyou Istchee Baie-James (municipalité), dans la région administrative du Nord-du-Québec, dans la province de Québec, au Canada.
La surface du lac au Goéland s’étend dans les cantons de Meulande, de Dussieux, de Bourbaux et de Nignal.
La foresterie constitue la principale activité économique du secteur. Les activités récréotouristiques arrivent en second.
Le bassin versant du lac au Goéland est accessible grâce à la route de la Baie-James venant du Sud-Ouest (soit de Matagami), puis bifurquant vers le Nord en coupant la rivière Canet, située au Nord-Ouest du lac au Goéland. Des routes forestières desservent la partie Sud du lac.
La surface du lac au Goéland est habituellement gelée du début novembre à la mi-mai, toutefois la circulation sécuritaire sur la glace se fait généralement de la mi-novembre à la mi-avril.

## Géographie
Ce lac comporte une longueur de 36 km, une largeur maximale de 18 km et une altitude de 263 m. Le « lac au Goéland » est intégré à un vaste bassin hydrographique comportant les lacs Maicasagi (au nord-est), Waswanipi (au sud-est) et Olga (à l'ouest).
Le lac au Goéland comporte plusieurs presqu’îles et 31 îles. Les principales baies sont la baie Ramsay au Sud-Ouest et la baie Laurent à l’Ouest. La rivière Waswanipi (affluent du lac Matagami) traverse vers le Nord-Ouest le lac au Goéland. Long de 10,5 km, le passage Max relie le lac Maicasagi, situé au Nord-Est. Ce dernier lac est à son tour alimenté par la rivière Chensagi (venant du Nord).
L’embouchure du lac au Goéland est située au fond d’une baie au Nord-Ouest du lac à :
- 20,1 km à l’Est de l’embouchure du lac Olga (soit à l’embouchure de la rivière Waswanipi) ;
- 15,7 km au Sud-Ouest de l’embouchure du Lac Maicasagi ;
- 52,1 km au Nord-Est du centre du village de Matagami ;
- 48,1 km à l’Est de l’embouchure du lac Matagami[1].

Les principaux bassins versants voisins du lac au Goéland sont :
- côté Nord : rivière Chensagi, lac Maicasagi ;
- côté Est : rivière Waswanipi, Lac Waswanipi ;
- côté Sud : rivière Iserhoff, rivière Iserhoff Nord, ruisseau Imbault ;
- côté Ouest : lac Matagami, lac Olga (rivière Waswanipi), rivière Opaoca.

## Toponymie
Ce plan d’eau était désigné « lac Kiashk » ou « lac Kiask » par les Amérindiens de la nation crie. Le père Vaillancourt utilisait la graphie Ch¯ - y¯asK, signifiant « goéland » car les îles servaient des refuges à plusieurs colonies de cet oiseau nageur et omnivore.
Dans son Journal (1819), l'explorateur James Clouston utilise l’appellation Cheaskquachiston Lake. D'autres explorateurs de l'époque utiliseront également la forme Cheashquacheston Lake. Dans son rapport d'exploration de 1895-1896, Robert Bell traduit ce toponyme par Gull Lake. Henry O'Sullivan utilise le même nom en 1901.
La carte de la province de Québec de 1946 indique «L. au Goéland». Plus récemment, la désignation « Lac du Héron » a pu être relevé. Le terme « Goéland » est en usage dans une bonne centaine d'autres toponymes québécois, surtout des lacs.
Le toponyme "lac au Goéland" a été officialisé le 5 décembre 1968 par la Commission de toponymie du Québec, soit lors de sa création.